# Anton Lavrin
Vitez Anton plemeniti Lavrin, slovenski diplomat in egiptolog, * 21. januar 1789, Vipava, Habsburška monarhija, † 12. junij 1869, Milano, Italija.

## Življenje
Anton Lavrin se je rodil 21. januarja 1789 v Vipavi v premožni družini. Gimnazijo je obiskoval v Gorici, v Ljubljani je študiral teologijo in na Dunaju kasneje pravo, iz prava je 1816 tudi diplomiral. Po diplomi se je zaposlil na Ministrstvu za trgovino. Zaradi znanja jezikov, posebno italijanščine, je leta 1822 postal konzularni upravnik v Palermu, Neaplju in Mesini. Leta 1828 je postal avstrijski generalni konzul v Palermu.
Leta 1834 je postal avstrijski generalni konzul v Egiptu, v Aleksandriji. V Egiptu je leta 1841 spretno posredoval v sporu med turškim sultanom Mehmedom II. in egiptovskim podkraljem Mohamedom Alijem, zato je dobil odlikovanje turškega sultana, avstrijski cesar Ferdinand I. pa mu je podelil odlikovanje reda železne krone 3. razreda ter viteški naslov. Med svojim službovanjem v Egiptu je pomagal kristjanom, ki so živeli v Jeruzalemu, kamor je Lavrin pogosto potoval; zaradi tega mu je papež Gregor XVI. podelil naslov Dignitarius terrae sanctae (dostojanstvenik Svete dežele). Pomagal je tudi slovenskemu  misijonarju in raziskovalcu Ignaciju Knobleharju pri njegovem delu.
Lavrin je bil pomemben ljubiteljski zbiralec in poznavalec staroegipčanskih spomenikov. Grško-rimska kulturna dediščina je Lavrina zanimala že prej, po prihodu v Egipt pa je njegovo zbirateljsko strast pritegnila predvsem egipčanska kultura in lotil se je raziskovanj. Položaj konzula mu je po eni strani olajšal dostop do najdišč, po drugi strani pa so ga službene dolžnosti zadrževale, da ni posvetil več časa izkopavanjem. Tako se je povezal z Jusufom Masaro, ki je bil tedaj zelo cenjen trgovec s starinami.
Lavrin je dunajski Akademiji znanosti leta 1849 (po drugih virih 1846) in 1850 poslal dve poročili. V prvem je opisal svoje potovanje v Memfis. Tu si je ogledal najdišče, kjer je plačal izkopavanja, in dve izropani grobnici. Poročal je tudi o mitreju iz rimskih časov in o grobnici svetih bikov Apisov, Serapeumu v Sakkari. Od treh mumificiranih bikovih glav, ki jih je odnesel iz grobnice, je eno poslal na Dunaj, kjer je še danes na ogled v Umetnostnozgodovinskem muzeju. To poročilo dokazuje, da se odkritje Serapeuma pomotoma pripisuje Augustu Mariettu, ki je o njem poročal 1850. V drugem poročilu je opisal trgovanje s starinami. Staroegipčanske  spomenike je zbiral v svoji vili v Aleksandriji. Velik del zbirke je poslal nadvojvodu Maksimiljanu za njegov grad Miramare pri Trstu, ki je npr. odkupil tudi sfingo pred dvorcem. Po njegovi smrti so jih prepeljali v Umetnostnozgodovinski muzej na Dunaj.
Da se je zanimal za staroegipčanske starine, dokazuje tudi njegov grb. V njem ima namreč tri egipčanske sfinge in dve oljčni vejici. Ker Prusija v Egiptu ni imela svojega zastopnika, se je pruska raziskovalna odprava obrnila na Lavrina v želji po izkopavanjih v Gizi. Prijateljeval je z angleškim konzulom in polkovnikom Vysom. Skupaj sta si ogledala raziskave Keopsove piramide in se povzpela na njen vrh, tam so odkrili tudi Lavrinov podpis (v navadi je bilo, da si se podpisal na spomenik, ki si ga obiskal). Pisal je tudi poročila o egiptovskih spomenikih in tako postal član arheoloških institutov v Rimu in Atenah ter častni član Muzejskega društva v Ljubljani.
Leta 1849 je bil odpoklican iz Egipta in premeščen v Bukarešto. Nato je leta 1854 postal ministrski svetnik na Dunaju, kjer je ostal  vse do upokojitve leta 1858. Zaradi slabega zdravja se je preselil v Milano, kjer je umrl 12. junija 1869 in bil tam tudi pokopan.

## Dediščina v Sloveniji
Lavrin je tedanjemu Kranjskemu deželnemu muzeju v Ljubljani poslal okoli 200 staroegiptovskih predmetov, med njimi leta 1846 leseno krsto z mumijo egipčanskega svečenika Isahta iz Karnaka ter balzamiranega krokodila, kar danes hrani Narodni muzej v Ljubljani. Omenjeni predmeti so bili širši javnosti predstavljeni na odmevni razstavi Mumija in krokodil : Slovenci odkrivamo dežele ob Nilu (od 21. marca 2014 do 8. februarja 2015).
V rodno Vipavo je Lavrin pripeljal dva egipčanska sarkofaga iz rdečega granita, odkrita v Gizi. Izvirata iz časa okoli leta 2450 pr. n. št. V sarkofagih so pokopani njegovi starši Jernej in Jožefa ter njegov mladoletni sin Albert. Sarkofaga sta še danes del družinske grobnice Lavrin-Hrovatin na vipavskem pokopališču; da bi ju zaščitili pred dežjem in vetrom, je družina z državno pomočjo nad njima zgradila z ene strani odprto vežico. Poleg vipavskih sarkofagov so na svetu le še štirje takšni sarkofagi. Lavrina je nanje opozoril Jusuf Masara med kopanjem v bližni Kefrenove piramide in vsi so najverjetneje pripadali visokim Mikerinosovim dvorjanom. Lavrin je dva pridržal zase, eden je bil poslan v Kairo in je danes (brez pokrova) razstavljen na dvorišču Kairskega muzeja, enega je pruska odprava odpeljala v Prusijo in je danes v Hildesheimu, po enega sta prevzela še angleški in italijanski konzul; prvega hrani Britanski muzej v Londonu, drugega Egipčanski muzej v Torinu. Prvi sarkofag (pripadal je faraonovemu zaupniku Raverju) je Lavrin v Vipavo poslal 1845, da bi v njem pokopal svoja starša - prekop je v Novicah opisal tudi Matija Vertovec v članku Hvaležnost visoko postavljeniga sina do svojih kmetiških staršev. Drugi sarkofag, v katerem je prej počival faraonov prvorojenec Junmin, je Lavrin poslal leta 1846, da v njem pokoplje svojega v Aleksandriji umrlega sina. Sarkofagi so ob strani žlebljeni, kar naj bi ponazarjalo stebrišče svetišča.
V Vipavi so po Antonu Lavrinu poimenovali ulico: Laurinova ulica (po nemški različici imena).